# Kristin Armstrong
Kristin Armstrong, född 11 augusti 1973 i Boise, Idaho, är en amerikansk professionell tävlingscyklist. Armstrong har vunnit tre raka tempolopp vid de olympiska sommarspelen 2008 i Peking, olympiska sommarspelen 2012 i London samt under de olympiska sommarspelen 2016 i Rio de Janeiro.
Hon tävlade 2008–2009 för Cervélo Lifeforce Pro Cycling Team i världscupen och på tävlingar i den nationella kalendern. Armstrong bor in Boise, Idaho, USA. Kristin Armstrong förväxlas ibland med Lance Armstrongs före detta fru Kristin "Kik" Armstrong, men de har ingen koppling till varandra.

## Karriär
Kristin Armstrong började sin karriär som triathlet, innan hon blev professionell cyklist 2001 med T-Mobile Women.
Hon har vunnit nationsmästerskapens tempolopp tre gånger; 2005, 2006 och 2007, samt linjeloppet 2004. 
Armstrong slutade åtta i linjeloppet under de Olympiska sommarspelen 2004.
Under säsongen 2006 blev Armstrong världsmästare i tempodisciplinen. Schweiziskan Karin Thürig och amerikanskan Christine Thorburn slutade tvåa respektive trea på världsmästerskapen. Ett år tidigare blev hon tempomästare i de Pan-amerikanskamästerskapen.  
Den 13 augusti 2008 tog Kristin Armstrong sin dittills största seger i karriären när hon tog guld i de Olympiska sommarspelen i tempolopp när hon kom i mål med en 24 sekunder snabbare tid än Storbritanniens Emma Pooley som slutade tvåa. Thürig tog bronsmedaljen. 
Under säsongen 2009 vann Kirsten Armstrong etapp 1, 3 och 5 av Tour of Gila; en tävling hon också vann. Hon vann Berner Rundfahrt framför Marianne Vos. I maj vann hon etapp 5 av Tour de l'Aude Cycliste Féminin. I juni körde hon sin sista professionella tävling i USA innan hon avslutade sin karriär efter säsongen 2009. Den sista tävlingen blev Nature Valley Grand Prix, som hon hade vunnit vid tre raka tillfällen; 2006, 2007 och 2008. Under tävlingen 2009 tog hon sin fjärde raka Nature Valley Grand Prix-titel och hon tog också två etapper. Tillsammans med Regina Bruins, Carla Ryan, Christiane Soeder, Kirsten Wild och Sarah Düster vann hon lagtempoloppet under Open de Suede Vargarda. Armstrong vann etapp 1 och tog också hem slutsegern av Tour de l'Ardèche. Hon vann världsmästerskapens tempolopp 2009 med 55 sekunder framför Noemi Cantele. I världsmästerskapens linjelopp slutade amerikanskan på fjärde plats bakom Tatiana Guderzo, Marianne Vos och Noemi Cantele. Kristen Armstrong avslutade sin karriär efter säsongen 2009.

## Meriter
- Olympiska sommarspelens tempolopp – 2008, 2012, 2016
- Världsmästerskapens tempolopp – 2006, 2009
- Nationsmästerskapens linjelopp – 2004
- Nationsmästerskapens tempolopp – 2005, 2006, 2007
- Pan-Amerikanska mästerskapens tempolopp – 2005
- Nature Valley Grand Prix – 2006, 2007, 2008
- Sea Otter Classic – 2005